# Benzone
Benzone (anche Bennone) (... – X secolo) è stato un vescovo italiano.
Fu vescovo della diocesi di Concordia (Concordia Sagittaria).

## Biografia
Il primo documento che cita Benzone, già allora vescovo di Concordia, è il diploma del 1º settembre 996 dell'imperatore Ottone III; con tale diploma si concedevano al vescovo ampi diritti giurisdizionali sul territorio tra Livenza e Tagliamento, nonché i poteri temporali sulla silva posta nell'area tra i fiumi Lemene, Fiume, Meduna e Livenza. Proprio con il vescovo Benzone e con questo diploma si fa partire la rinascita del vescovado concordiense, dopo che per un lungo tratto del X secolo aveva indubbiamente subito una profonda crisi. Infatti, con un diploma del 928 Ugo di Provenza, re d'Italia, aveva di fatto accorpato il vescovado concordiese al patriarcato aquileise, concedendo al patriarca Orso i privilegi dell'episcopato concordiese. Tale sottomissione venne ribadita nel 972, quando la diocesi risultava ancora fra i possedimenti del patriarca aquileise.
Si ritiene, inoltre, che proprio il vescovo Benzone abbia dato inizio alla costruzione di un nuovo centro amministrativo e culturale a Concordia, culminato con l'edificazione del battistero verso la fine dell'XI secolo, ad opera del vescovo Regimpoto.